# Csillagok küldötte
A Csillagok küldötte (Spadla z oblakov) című sci-fi gyermekfilm 1978-ban készült Csehszlovákiában, majd rövid időn belül nagyon népszerű lett a világ számos országában.
A sorozat alapjául Václav Pavel Borovička cseh író, forgatókönyvíró 1967-ben megjelent azonos című könyve szolgált. A rendkívül sikeres első kiadást továbbiak követték, a legutóbbi 2000-ben jelent meg (ISBN 80-7214-365-4). A tv-sorozat szorosan követi a könyv történetét.

## A film története
A képzeletbeli szlovák városba, Čabovcébe egy földönkívüli érkezik, aki úgy néz ki, mint egy kislány. Találkozik egy csapat gyerekkel, akik a Majka nevet adják neki. A  világról széles körű ismeretekkel és lexikális tudással rendelkező idegen nem igazán érti az emberek érzelmeit és viselkedését, viszont egyre több időt tölt a gyerekekkel, és megismeri új barátai szokásait, dolgait. Majka csodálatos képességekkel rendelkezik: tud repülni, a vízen jár, megsokszoroz tárgyakat. Barátaival sokat szórakozik és kalandozik együtt.
Majka rendkívüli képességeire azonban sötét szándékú emberek is hamar felfigyelnek. Az idegen, akiről kiderül, hogy android, így kénytelen visszatérni otthonába, a Gurun bolygóra, de ígéri a gyerekeknek, hogy hamarosan visszatér. Ezen a ponton a sorozat eltér a könyvtől, ahol Majka meghal.

## Részletek
A pozsonyi Film Ateliers Gottwaldow által készített sorozat 13 részből áll, körülbelül 25 perc epizódonként. A filmet Radim Cvrček rendezte, a főszerepet (Majka) Zuzana Pravňanská játszotta. A zeneszerző Harry Macourek volt. A film nem támaszkodik elképesztő vizuális effektekre, viszont történetében megtartja azt az emberi világot, melyben a gyerekek kapják a főszerepet.

## Szereplők
- Majka – Zuzana Pravňanská – magyar hangja: Balázsy Panna
- Karol – Matej Landl – magyar hangja: Ilkovics Ádám
- Katka – Svetlana Majbová – magyar hangja: Pálok Mónika
- Slávo – Ľubor Čajka – magyar hangja: Székely Dávid
- Nagymama – Mária Hájková – magyar hangja: Győri Ilona
- Valko – František Zvarík – magyar hangja: Csákányos Zsolt
- Emil – Peter Scholtz – magyar hangja: Pálok Sándor
- Ferko – Pavol Lazar – magyar hangja: Pálok Gábor
- Igor – Roman Kudrna – magyar hangja: Szikszai Attila

## A sorozat részei
- 1. rész: Jelenség (Zjavenie)
- 2. rész: A repülő kislány (Lietač)
- 3. rész: Az esküvői ruha (Svadobné šaty)
- 4. rész: A támadás (Prepad)
- 5. rész: A bankett (Banket)
- 6. rész: Apa mindent rendbe hoz (Otec to zariadi)
- 7. rész: A titkár (Tajomník)
- 8. rész: A titokzatos idegen (Záhadný cudzinec)
- 9. rész: A pitypang-művelet (Operácia Púpava)
- 10. rész: Repülés rakétával (Výlet raketou)
- 11. rész: A gyermekrablás (Únos)
- 12. rész: A céllövölde (Strelnica)
- 13. rész: A távozás (Rozlúčka)

## A magyarországi bemutató
A sorozatot 1983 januárjában mutatta be a Magyar Televízió. 1988-ban a sorozatot ismét műsorra tűzték.

## A sorozat különböző elnevezései
A sorozatot számos külföldi országokban vetítették, először 1981-ben Norvégiában.
- Oroszul: Приключения в каникулы
- Németül: Sie kam aus dem All
- Angolul: She Came Out of the Blue Sky
- Lengyelül: Majka z Kosmosu/Spadła z obłoków
- Norvégül: Majka – jenta frå verdsrommet
- Vietnámi nyelven: Maika – Cô bé từ trên trời rơi xuống
- Magyarul: Csillagok küldötte
- Bolgárul: Паднала от облаците
- Spanyolul: Mayka, La Niña del Espacio

## Megjelenések
2006-ban a filmsorozat DVD formátumban is megjelent hazájában, összesen 4 DVD lemezen, azonban a szlovák nyelven kívül más egyéb hangsávot nem tartalmaz a film. Magyarországi kiadásáról egyelőre nincsenek hírek, viszont egy ideje már az interneten elérhető az eredeti magyar szinkronos változat is.